# Norma John
Norma John — финский дуэт вокалистки Леены Тирронен и пианиста Лассе Пийрайнена, победителей национального отборочного тура. Представляли Финляндию на конкурсе песни «Евровидение — 2017» в Киеве, однако в финал не прошли.

## История
Коллектив был создан в 2008 году, исполняя музыку в жанре поп, фолк и соул.
28 января 2017 года стали победителями национального отборочного тура с песней «Blackbird» и получили право представлять Финляндию на конкурсе песни «Евровидение — 2017». 9 мая выступили в первом полуфинале конкурса, однако в финал не прошли.

## Дискография

### Синглы
| Название    | Год  | Позиция в чартах | Позиция в чартах | Позиция в чартах | Альбом           |
| Название    | Год  | FIN              | FIN DL           | FIN Air          | Альбом           |
| ----------- | ---- | ---------------- | ---------------- | ---------------- | ---------------- |
| «Blackbird» | 2016 | —                | 10               | 92               | Non-album single |